# Soixante-dix fois sept
Pour plus de détails, voir Fiche technique et Distribution.
Soixante-dix fois sept (titre original : Setenta veces siete) est un film argentin réalisé par Leopoldo Torre Nilsson et sorti en 1962.

## Synopsis
Cora, prostituée d'une maison close de la pampa, revoit son passé : autrefois, jeune femme saine et ravissante, elle travaillait dans une pulpería (es) de la campagne argentine où débarqua, un jour, un beau cavalier d'origine polonaise. Pour celui-ci, elle vola de la marchandise à ses employeurs. Puis, il revint la chercher et l'emmena chez lui dans les rudes régions de la Patagonie du Nord. Il la traita comme son épouse servante et obéissante. Ils vécurent sans histoires jusqu'à ce qu'un voleur de bétail, pourchassé par les gardiens de troupeaux, survint dans leur enclos. Atteint par une balle, l'homme n'était pourtant pas mort. Cora le protégea et le soigna. La vie à trois aiguisa bien vite les appétits et les convoitises. Le Polonais découvrit le secret de l'autre : une ceinture chargée de billets de banque. Il échafauda un meurtre. Le même jour, le voleur de chevaux proposa à Cora d'abandonner le mari au fond d'un puits. Celui-ci, inlassablement creusé, était censé contenir de l'or noir. Mais, c'est plutôt Cora, par vengeance, qui les y laissa choir. À présent, remords et sentiment de culpabilité l'obsèdent sans cesse. Fuyant le bordel, elle retourne sur les lieux de la tragédie… Tombera-t-elle, à son tour, au fond du puits ?

## Fiche technique
- Titre du film : Soixante-dix fois sept
- Titre original : Setenta veces siete
- Réalisation : Leopoldo Torre Nilsson
- Scénario : L. Torre Nilsson, Beatriz Guido (es), Ricardo Luna d'après les contes El Prostíbulo (Le Bordel) et Sur viejo (Le Vieux sud) de Dalmiro Sáenz
- Photographie : Ricardo Younis
- Format : Noir et blanc - 35 mm
- Son : Jorge Castronuovo
- Musique : Virtú Maragno
- Montage : Jacinto Cascales
- Décors : Óscar Lagomarsino
- Production : Antonio P. Motti (Araucania Films)
- Pays d'origine :  Argentine
- Langue originale : Espagnol
- Durée : 92 minutes
- Sorties : mai 1962 au Festival de Cannes ; 30 août 1962 en Argentine

## Distribution
- Isabel Sarli : Cora/Laura
- Francisco Rabal : Pascual, le voleur de chevaux
- Jardel Filho : Pedro, l'éleveur de troupeau, le Polonais
- Blanca Lagrotta : la mère
- Ignacio Finder : le père
- Nelly Prono
- Hilda Suárez

## Commentaire
Le titre du film se réfère aux Évangiles, en Matthieu, XVIII, 21 et 22 : la parabole du maître généreux et du serviteur dénué de pitié. L'œuvre de Leopoldo Torre Nilsson prêterait-elle à exégèse spiritualiste ?, interroge Marcel Oms.
Dès les premières séquences, c'est aussi aux Rapaces (1924) d'Erich von Stroheim que nous songeons : « Même façon de mettre en conflit les personnages dans un vase clos ; même participation d'un décor grandiose et méchant en contrepoint aux sentiments et passions des protagonistes ; même dénouement impitoyable et anticonventionnel », note Marcel Oms.
Mais, Soixante-dix fois sept est, avant tout, une réflexion sur la formation économique de l'Argentine : « c'est le vrai premier film gaucho qui ne se limite pas au pittoresque. [...] Sarmiento disait, parlant de l'âme et de la réalité argentines, qu'elles étaient un monstre à deux têtes : civilisation et barbarie de la pampa. [...] Ces mots pourraient plus que jamais être placés en exergue de 70 fois 7 », estime encore Marcel Oms.
Enfin, le film de Torre Nilsson est une étude de la condition féminine : le Polonais emporte Cora par nécessité et non par amour. « Avec l'arrivée de l'autre commence la dialectique de la désaliénation par la possibilité du choix. ». Cora croit donc trouver l'amour, mais le voleur de chevaux se révèle semblable au "mari". Ainsi s'explique le choix final de la jeune femme, celui de la prostitution.
Les grands thèmes de l'univers de Torre Nilsson ne sont guère bouleversés : séquestration et déchéance morale hantent encore l'effrayant paysage de Soixante-dix fois sept. Mais, on perçoit de nouvelles perspectives et notamment l'ombre du futur Martín Fierro, grandiose poème épique de José Hernández, œuvre phare de la littérature du gaucho argentin, que Torre Nilsson adaptera quelques années plus tard.